# 溫斯霍滕車站
溫斯霍滕車站（荷蘭語：Station Winschoten）是荷蘭格羅寧根省溫斯霍滕（屬奧爾丹布特市鎮）的一座鐵路車站，位於哈林根－尼烏韋斯恰斯鐵路上。

## 歷史
車站大樓由卡雷爾·亨德里克·范布雷德羅德設計，於1865年竣工，火車服務於1868年5月1日開始。車站於1904年擴建。
- 車站正面
- 站內的愛瑞發自動售票機
- 車站的立體站名表示